# Fettbrand

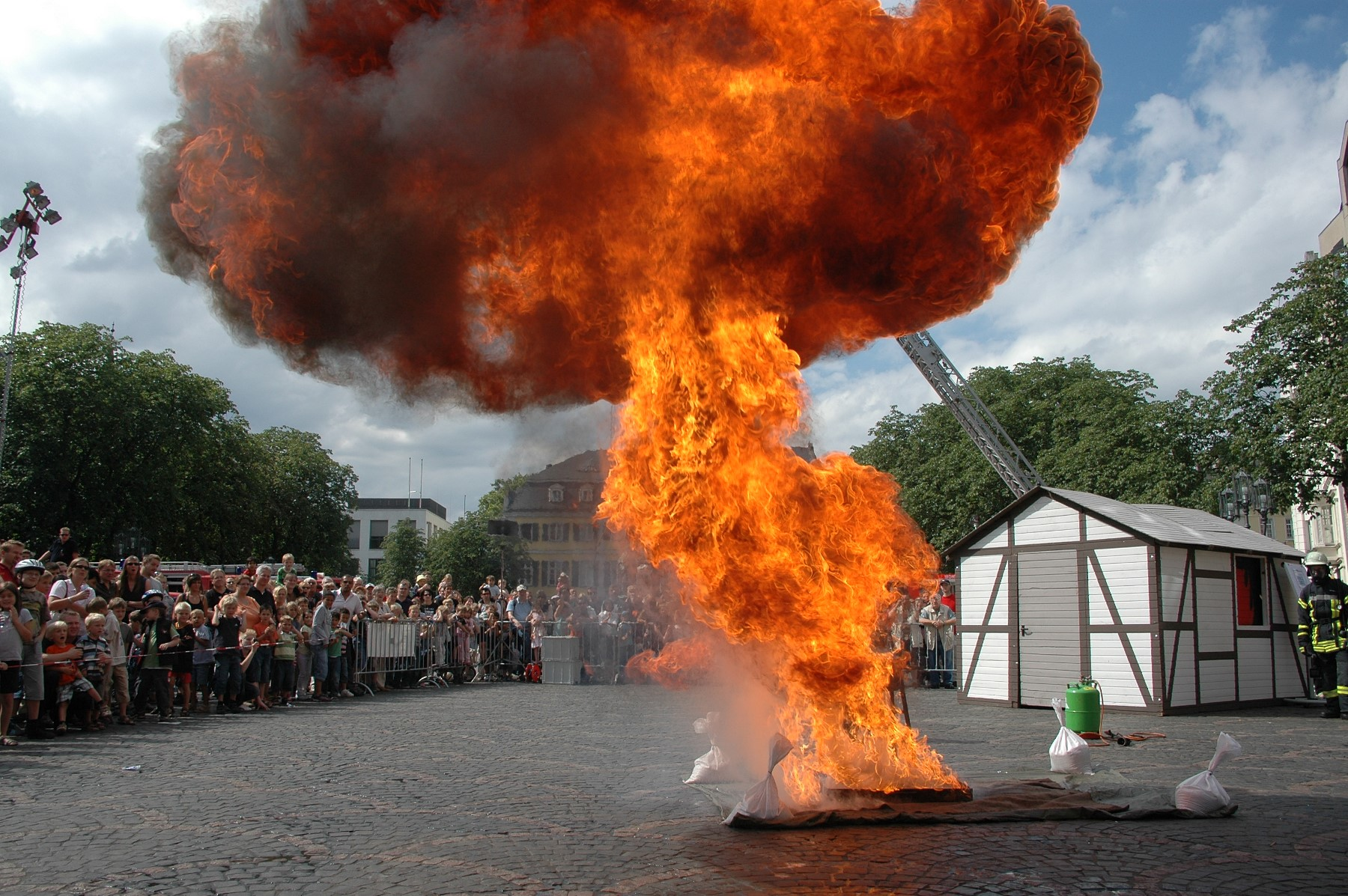
Fettexplosion von ca. einem Liter brennendem Speisefett, die durch die Feuerwehr zu Demonstrationszwecken ausgelöst wurde

Fettbrände sind Brände von über den Brennpunkt erhitzten Speisefetten oder -ölen, typischerweise in der Küche auftretend. Löschversuche mit Wasser können zu einer Fettexplosion führen.
Fettbrände werden vorzugsweise mit speziellen Fettbrandlöschern bekämpft, die meist einen alkalischen Schaum enthalten, der zur Verseifung des Fettes führt. Kleinere Fettbrände in Töpfen und Pfannen können durch Auflegen des Deckels oder eines anderen Gegenstands gelöscht werden, der den Rand des Gefäßes möglichst vollständig abdeckt. 
Löschdecken eignen sich nur zum Löschen von Fettbränden, wenn sie besonders schwer und dicht sind. Gewöhnliche Löschdecken für den Haushalt können einen Fettbrand meist nicht löschen und tragen unter Umständen selber zur Ausbreitung des Brandes bei, wenn sie sich voll Fett saugen.

## Fettbrand

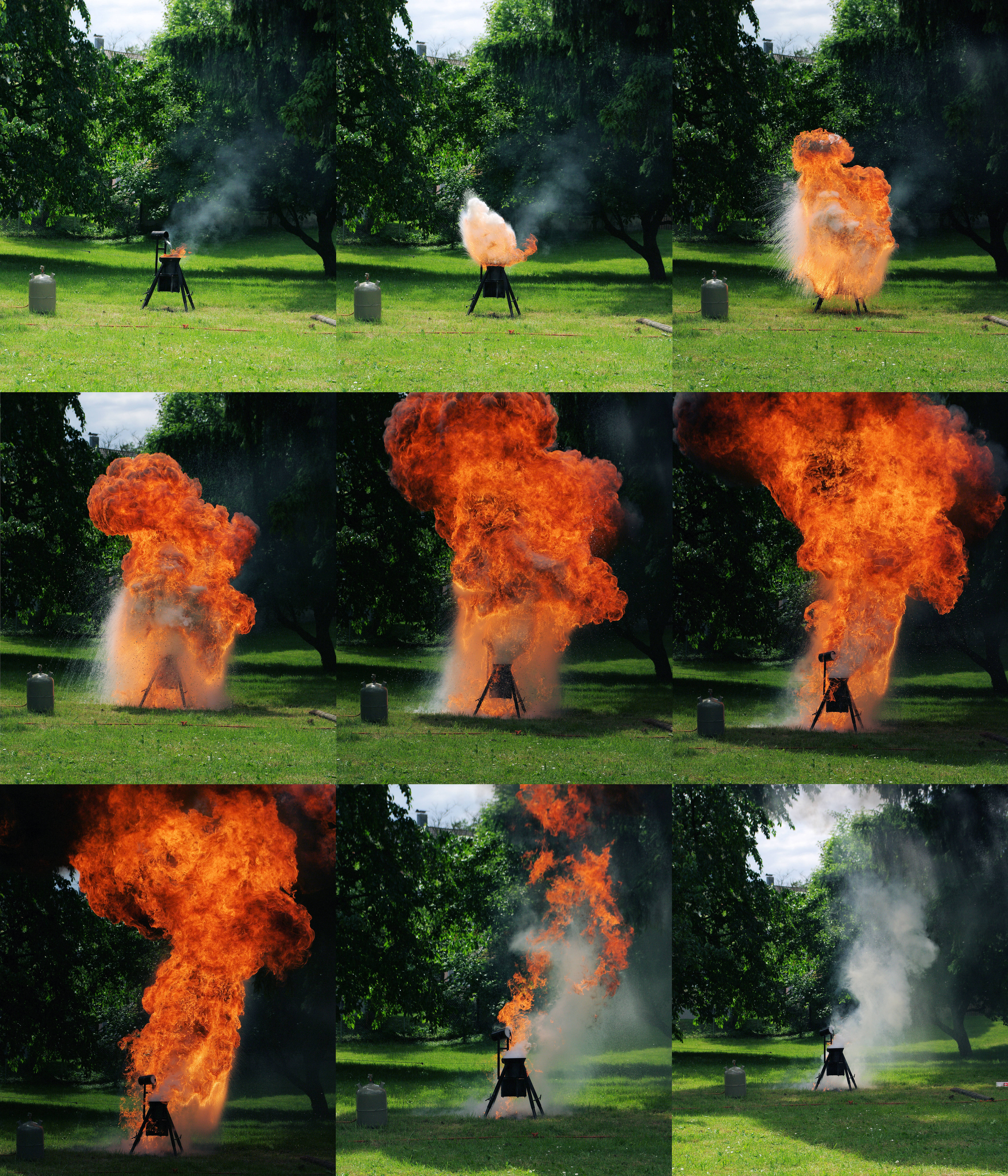
Feuerwehr simuliert Fettbrand/Fettexplosion, um die Gefährlichkeit zu demonstrieren. Länge der Sequenz 2,4 Sekunden. Verwendet wurden 1 kg Frittierfett und 1 Liter Wasser.

Früher gehörten Fettbrände der Brandklasse B an, jedoch werden sie wegen ihrer besonderen Gefahren und Eigenheiten seit Januar 2005 in der eigens geschaffenen Brandklasse F geführt.
Fette und Öle können sich im hoch erhitzten Zustand selbst entzünden – ein deutliches Unterscheidungsmerkmal zu den in Brandklasse B eingruppierten brennbaren Flüssigkeiten, die in der Regel eine Zündquelle zur Entzündung benötigen.

## Fettexplosion
Eine Fettexplosion kann auftreten, wenn versucht wird, einen Fettbrand mit Wasser oder stark wasserhaltigen Flüssigkeiten (Getränke etc.) zu löschen.
Da brennendes Fett oder Öl bereits bei seiner Entzündung mehrere hundert Grad Celsius heiß und damit heißer als siedendes Wasser ist, sinkt das zugegebene spezifisch dichtere Wasser zunächst in  das brennende Fett oder Öl ein und verdampft schlagartig. Dadurch wird das brennende Fett vom Wasserdampf aus dem Behälter gerissen und kommt mehr oder weniger fein verteilt mit dem Sauerstoff der Luft in Berührung. Während die Flüssigkeitsoberfläche des brennenden Fettes im Gefäß noch relativ gering ist, wird es durch das Herausschleudern durch den Wasserdampf in feinste Tröpfchen zerstäubt und seine Oberfläche dadurch stark vergrößert. Ähnlich der Verbrennung in einem Dieselmotor zünden die kleinsten Tröpfchen zuerst, heizen ihre Umgebung und benachbarte Fetttröpfchen auf und steigen mit der durch sie erhitzten Luft nach oben. Dadurch entsteht bei freier Entfaltung eine charakteristische Feuersäule über der Brandstelle, die sich zu einem pilzartigen Gebilde formt.
Die Fettexplosion gehört in der Phase der Wasserverdampfung zu den physikalischen Explosionen, da die Energie zum Verdampfen des Wassers aus der Wärme des Fettes stammt. Durch die darauf folgende explosionsartige (exotherme) Verbrennung der feinen Tröpfchen wird die Explosion weiter angetrieben und zu einer chemischen Explosion. Aufgrund der Abbrandgeschwindigkeit handelt es sich bei solch einer Explosion um eine Deflagration, auch Verpuffung genannt. Die Explosion kann zu einem heftigen Druckanstieg im Zimmer führen, der Türen und Fenster aus den Angeln reißen kann. Durch die starke Verbrennung steigt die Lufttemperatur stark an, der entstehende Feuerball kann Einrichtungsgegenstände in Brand setzen. Durch die Verbrennung wird viel Sauerstoff verbraucht. Die entstehenden heißen, sauerstoffarmen Brandgase können anwesende Personen erheblich, unter Umständen tödlich, verletzen.
Das Phänomen einer Fettexplosion kann auch mit anderen Stoffen, z. B. bei erhitztem Wachs oder ähnlichem, auftreten.

Schematische Darstellung
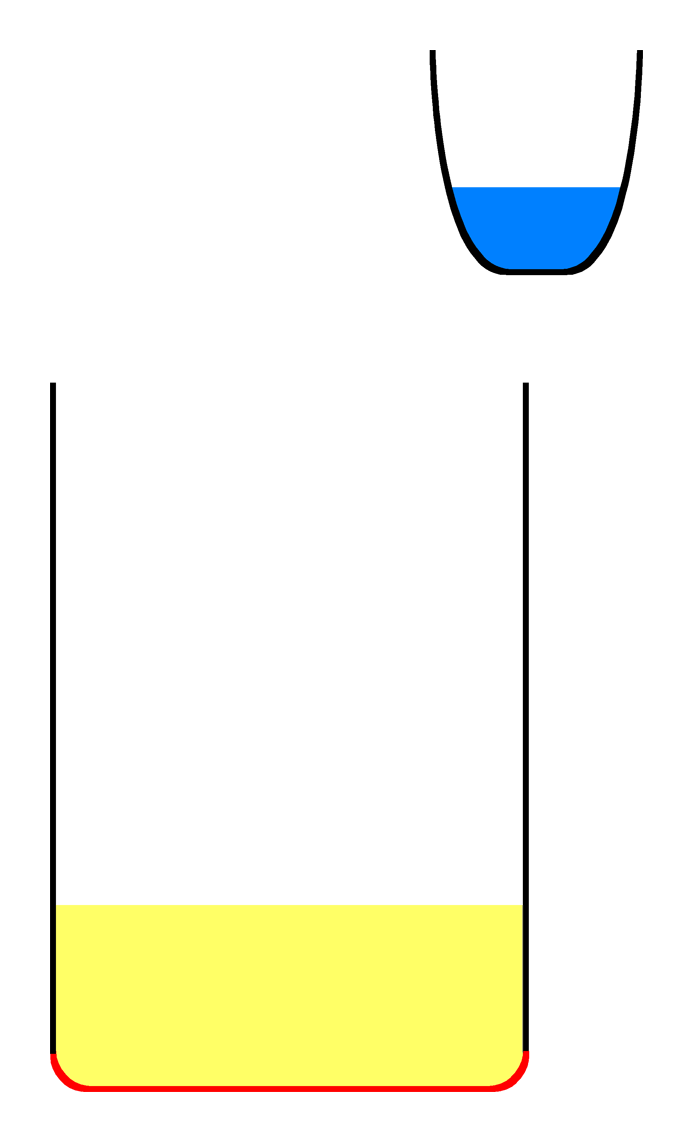
Die übermäßige Erhitzung des Öles führt zur Selbstentzündung.
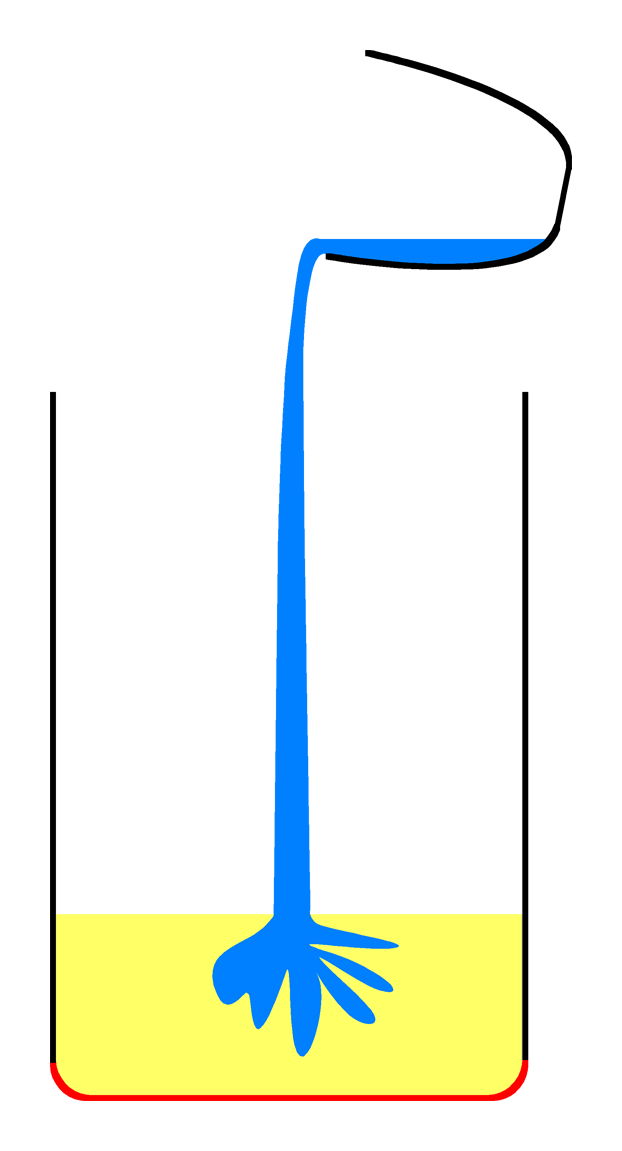
Wasser wird in den brennenden Behälter gegossen.
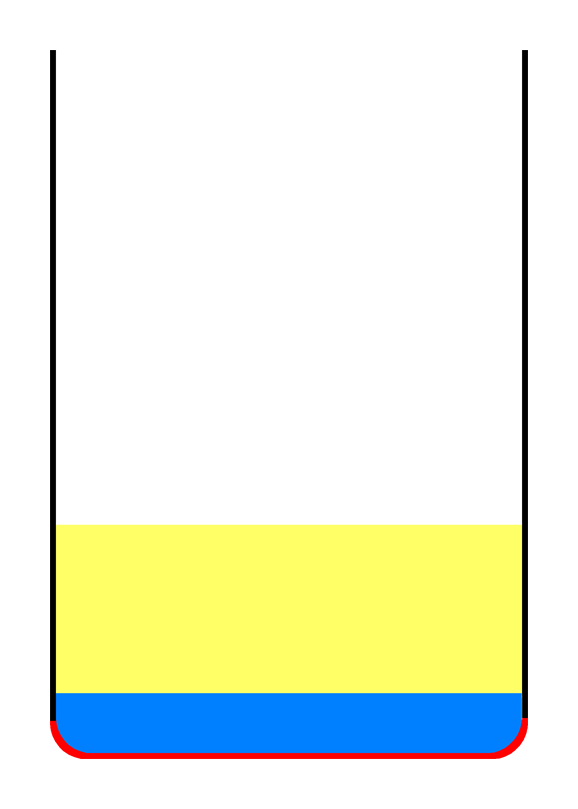
Da die Dichte von Wasser höher ist als jene von Öl, sinkt es auf den Grund des Behälters. Infolge der großen Hitze des Öles und des Bodens verdampft das Wasser augenblicklich.
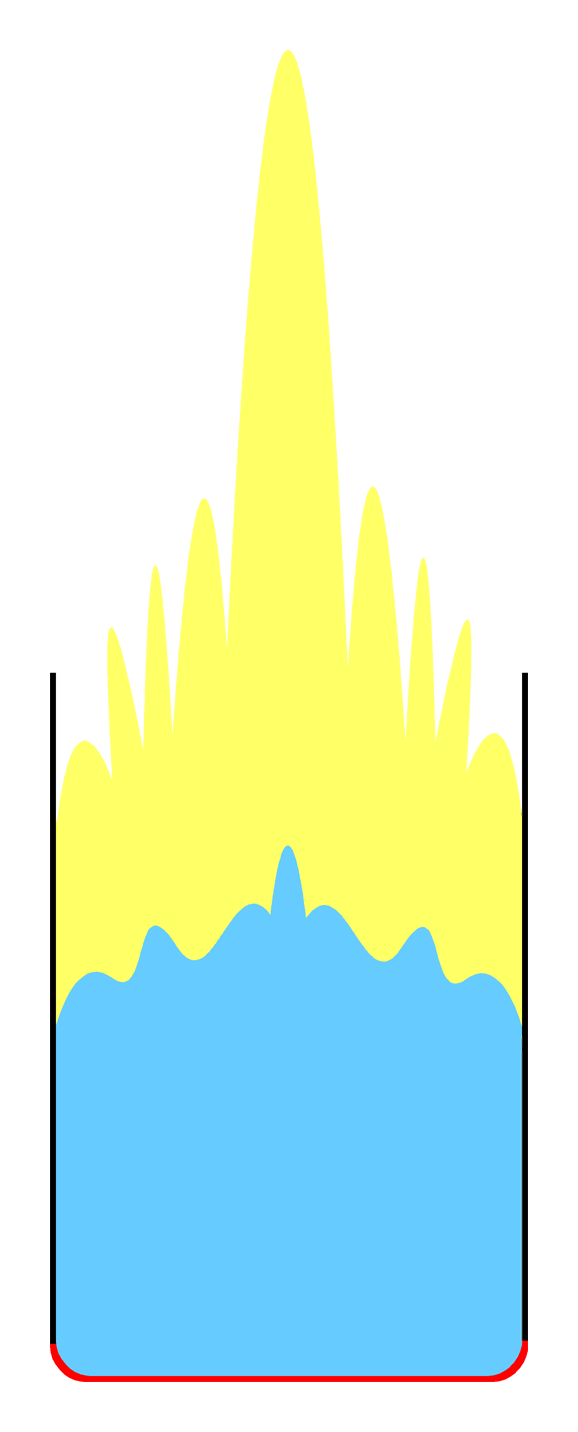
Durch Verdampfung dehnt sich das Volumen des Wassers sehr stark und schnell aus, das brennende Öl wird aus dem Behälter geschleudert. Dadurch wird die Oberfläche des Öles größer und die Brandgeschwindigkeit erhöht.